# Take a Look Around (The Temptations)
"Take a Look Around" is een single van de Amerikaanse R&B- en soulgroep The Temptations. Het nummer is de derde single afkomstig van het album Solid Rock uit 1972 en werd een maand later dan het album, in februari, uitgebracht. "Take A Look Around" was de opvolger van het nummer "Superstar (Remember How You Got Where You Are)", wat het eerste nummer was met de destijds nieuwe leden van de groep Richard Street en Damon Harris.
"Take A Look Around" werd, net als veel van zijn voorgangers de jaren daarvoor, geschreven door het schrijversduo Norman Whitfield-Barrett Strong. De eerstgenoemde was ook degene die het nummer produceerde. Eveneens als eerdere nummers werd het nummer in kwestie ook in psychedelic soul-stijl opgenomen. Tegen de tijd dat het nummer werd uitgebracht waren echter. zowel de fans als de muziekcritici als The Temptations zelf uitgekeken op deze muziekstijl. Mede daardoor werd het nummer niet zo'n succes als singles als "Psychedelic Shack" en "Cloud Nine", die in dezelfde stijl geschreven zijn jaren ervoor. Net als bijvoorbeeld "Ball Of Confusion (That's What The World Is Today)" is "Take A Look Around" een nummer met een sociaal bewuste boodschap. In dit nummer is die boodschap dat mensen om zich heen moeten kijken en zelf de problemen moeten aanpakken die om zich heen spelen en niet het op andere mensen moeten aanschuiven.
Ondanks dat "Take A Look Around" niet een bijzonder grote hit was, haalde het wel in zowel de Verenigde Staten als in Canada en het Verenigd Koninkrijk een top 40 positie. Opvallend was dat het nummer succesvoller was in de twee laatstgenoemde landen dan op hun primaire markt, de VS. In het Verenigd Koninkrijk bereikte het nummer de #13 positie en in Canada bleef het op #17 hangen. Op de R&B hitlijst in de Verenigde Staten was het nummer het meest succesvol, namelijk met als toppositie #10. Op de poplijst in dat land bleef het echter steken op #30.
De B-kant van "Take A Look Around" is het nummer "Smooth Sailing (From Now On)". Net als de A-kant werd het nummer geschreven door Norman Whitfield en Barrett Strong. Overigens kwam ook dit nummer van het album Solid Rock.

## Bezetting
- Lead: Otis Williams, Dennis Edwards, Damon Harris en Richard Street
- Achtergrond: Melvin Franklin, Damon Harris, Dennis Edwards, Otis Williams en Richard Street
- Instrumentatie: The Funk Brothers
- Schrijvers: Norman Whitfield en Barrett Strong
- Productie: Norman Whitfield